# Vliegende draakjes
De vliegende draakjes (Draco) zijn een geslacht van hagedissen die behoren tot de agamen (Agamidae).

## Naam en indeling
De wetenschappelijke naam van de groep werd voor het eerst voorgesteld door Carl Linnaeus in 1758. Er worden veertig soorten erkend, inclusief de pas in 2007 beschreven soorten Draco iskandari en Draco supriatnai. Zie voor een soortenlijst de tabel onderaan.

## Uiterlijke kenmerken
De lichaamslengte bedraagt ongeveer zes tot tien centimeter exclusief de staart die vaak twee keer zo lang is als de rest van het lichaam. De lichaamskleur is bruin tot groen of grijs, vaak zijn onregelmatige vlekken aanwezig die overeenkomen met de kleur van het boomschors waarop de dieren leven. Vliegende draakjes zijn hierdoor zeer goed gecamoufleerd en nagenoeg onzichtbaar als ze stil zitten. In tegenstelling tot veel andere agamen is het lichaam dorsoventraal afgeplat en niet lateraal.
Kenmerkend zijn de vleugelachtige huidplooien aan weerszijden van het lichaam. Deze worden verstevigd door vijf tot zeven verlengde ribben. De vleugels hebben vooral bij de mannetjes vaak felle kleuren als ze worden uitgeklapt. Bij het zwartbaardig vliegend draakje (Draco melanopogon) zijn helder gele vlekken aanwezig, het vijfstrepig vliegend draakje (Draco quinquefasciatus) heeft rode strepen met witte vlekken. De kleuren kunnen ook blauw of ultramarijn zijn. Met de huidflappen kan een glijvlucht gemaakt worden van boom tot boom. De agamen kunnen niet opstijgen zoals vogels. Bij een glijvlucht kan een afstand tot zestig meter worden afgelegd, waarbij ongeveer 9,5 meter gedaald wordt. Aan het einde van de vlucht beweegt het dier zich in opwaartse richting om snelheid te minderen. De verbrede staart wordt tijdens de vlucht als roer gebruikt.
Mannetjes hebben een keelvlag, een middels een botje uitklapbare keelwam. Deze gebruiken ze, in combinatie met de felle huidflappen, om vijanden en concurrenten op afstand te houden en om vrouwtjes te lokken.

## Levenswijze
Op het menu staan kleine ongewervelden zoals insecten, vooral mieren worden gegeten. De vrouwtjes zetten eieren af die ze begraven in de grond. Per legsel worden één tot vier eieren afgezet. De dieren kunnen echter het gehele jaar door voortplanten en er worden meerdere legsels per jaar geproduceerd.

## Verspreiding en habitat
De verschillende komen voor in delen van Azië en leven in de landen Bangladesh, Cambodja, China, Filipijnen, India, Laos, Indonesië, Maleisië, Myanmar, Oost-Timor, Singapore, Thailand en Vietnam.
De habitat bestaat uit vochtige, dichtbegroeide gebieden zoals tropische en subtropische bossen. Veel soorten hebben zich echter aangepast op door de mens beïnvloede gebieden als plantages, voorbeelden zijn kapokplantages en rubberplantages.

## Beschermingsstatus
Door de internationale natuurbeschermingsorganisatie IUCN is aan 21 soorten een beschermingsstatus toegewezen. Alleen de soort Draco mindanensis wordt als 'kwetsbaar' (Vulnerable of VU) beschouwd.

## Soorten
Het geslacht omvat de volgende soorten, met de auteur en het verspreidingsgebied.

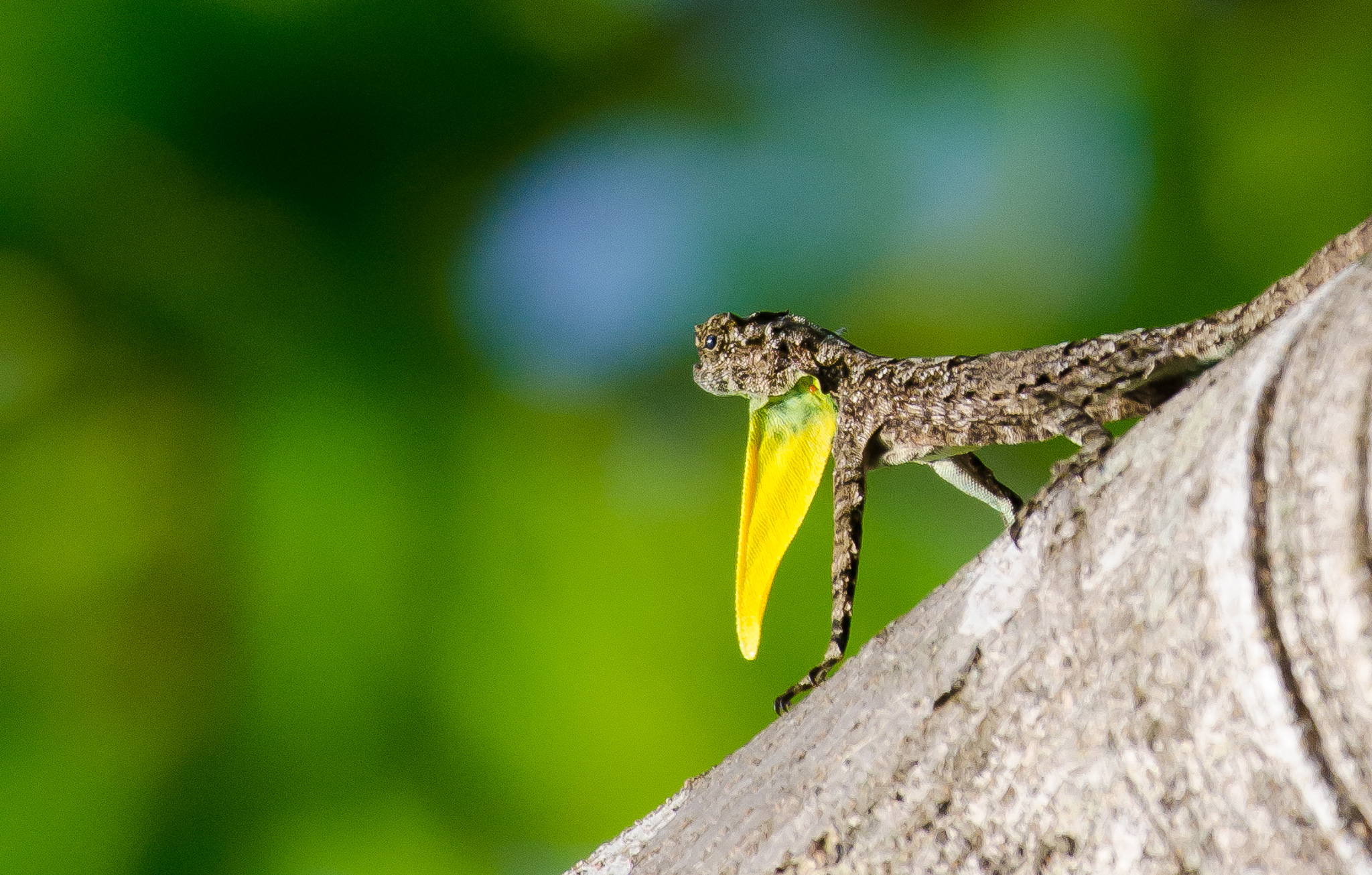
Alle soorten leven op boomstammen, afgebeeld is Draco dussumieri.

| Naam                                                  | Auteur                                            | Verspreidingsgebied                                            |
| ----------------------------------------------------- | ------------------------------------------------- | -------------------------------------------------------------- |
| Draco abbreviatus                                     | Hardwicke & Gray, 1827                            | Maleisië, Singapore                                            |
| Draco beccarii                                        | Peters & Doria, 1878                              | Indonesië                                                      |
| Draco biaro                                           | Lazell, 1987                                      | Indonesië                                                      |
| Draco bimaculatus                                     | Günther, 1864                                     | Filipijnen                                                     |
| Draco blanfordii                                      | Boulenger, 1885                                   | Bangladesh, China, India, Maleisië, Myanmar, Thailand, Vietnam |
| Draco boschmai                                        | Hennig, 1936                                      | Indonesië                                                      |
| Draco caerulhians                                     | Lazell, 1992                                      | Indonesië                                                      |
| Draco cornutus                                        | Günther, 1864                                     | Indonesië                                                      |
| Draco cristatellus                                    | Günther, 1872                                     | Indonesië, Maleisië                                            |
| Draco cyanopterus                                     | Peters, 1867                                      | Filipijnen                                                     |
| Indisch vliegend draakje (Draco dussumieri)           | Duméril & Bibron, 1837                            | India                                                          |
| Draco fimbriatus                                      | Kuhl, 1820                                        | Filipijnen, Indonesië, Maleisië, Thailand                      |
| Draco formosus                                        | Boulenger, 1900                                   | Maleisië, Thailand                                             |
| Draco guentheri                                       | Boulenger, 1885                                   | Filipijnen                                                     |
| Draco haematopogon                                    | Gray, 1831                                        | Indonesië, Maleisië, Thailand                                  |
| Draco indochinensis                                   | Smith, 1928                                       | Vietnam, Cambodja                                              |
| Draco iskandari                                       | Mcguire, Brown, Mumpuni, Riyanto & Andayani, 2007 | Indonesië                                                      |
| Draco jareckii                                        | Lazell, 1992                                      | Filipijnen                                                     |
| Draco lineatus                                        | Daudin, 1802                                      | Filipijnen, Indonesië, Maleisië                                |
| Draco maculatus                                       | Gray, 1845                                        | China, India, Laos, Maleisië, Myanmar, Thailand, Vietnam       |
| Draco maximus                                         | Boulenger, 1893                                   | Indonesië, Maleisië, Thailand                                  |
| Zwartbaardig vliegend draakje (Draco melanopogon)     | Boulenger, 1887                                   | Indonesië, Maleisië, Singapore, Thailand,                      |
| Draco mindanensis                                     | Stejneger, 1908                                   | Filipijnen                                                     |
| Draco modiglianii                                     | Vinciguerra, 1892                                 | Indonesië                                                      |
| Draco norvillii                                       | Alcock, 1895                                      | India                                                          |
| Draco obscurus                                        | Boulenger, 1887                                   | Indonesië, Thailand                                            |
| Draco ornatus                                         | Gray, 1845                                        | Filipijnen                                                     |
| Draco palawanensis                                    | McGuire & Alcala, 2000                            | Filipijnen                                                     |
| Draco quadrasi                                        | Boettger, 1893                                    | Filipijnen                                                     |
| Vijfstrepig vliegend draakje (Draco quinquefasciatus) | Hardwicke & Gray, 1827                            | Indonesië, Maleisië, Singapore, Thailand                       |
| Draco reticulatus                                     | Günther, 1864                                     | Filipijnen                                                     |
| Draco rhytisma                                        | Musters, 1983                                     | Indonesië                                                      |
| Draco spilonotus                                      | Günther, 1872                                     | Indonesië                                                      |
| Draco spilopterus                                     | Wiegmann, 1834                                    | Filipijnen, Indonesië                                          |
| Draco sumatranus                                      | Schlegel, 1844                                    | Maleisië, Thailand                                             |
| Draco supriatnai                                      | Mcguire, Brown, Mumpuni, Riyanto & Andayani, 2007 | Indonesië                                                      |
| Draco taeniopterus                                    | Günther, 1861                                     | Cambodja, Maleisië, Myanmar, Thailand, mogelijk in Vietnam     |
| Draco timoriensis                                     | Kuhl, 1820                                        | Indonesië, Oost-Timor                                          |
| Gewoon vliegend draakje (Draco volans)                | Linnaeus, 1758                                    | Filipijnen, Indonesië, Maleisië, Singapore, Thailand, Vietnam  |
| Draco walkeri                                         | Boulenger, 1891                                   | Indonesië                                                      |